# Hutki (województwo małopolskie)
Hutki – wieś w Polsce położona w województwie małopolskim, w powiecie olkuskim, w gminie Bolesław.
W latach 1975–1998 miejscowość administracyjnie należała do województwa katowickiego.